# Monumento a Ramos de Azevedo
El Monumento a Ramos de Azevedo es un conjunto escultórico en bronce y granito, situado en la ciudad de São Paulo. Fue realizado por el escultor italo-brasileño Galileo Emendabili como homenaje póstumo a Francisco de Paula Ramos de Azevedo, uno de los nombres más importantes de la arquitectura y del urbanismo paulista. 
Ramos de Azevedo falleció el 12 de junio de 1928 y el monumento en su honor, elegido por concurso, fue inaugurado el 25 de enero de 1934, día del cumpleaños de la ciudad, en la Avenida Tiradentes, frente al edificio de la Pinacoteca do Estado - una importante obra del ingeniero-arquitecto. 
En 1973, debido a las obras del metrô, el monumento fue trasladado a la Ciudad Universitaria Armando de Salles Oliveira donde permanece hasta hoy en la plaza que lleva el nombre del arquitecto, junto a la Escola Politécnica, institución que él ayudó a crear. El monumento comenzó a construirse en 1929, pero tardó seis años en levantarse.

## Historia del monumento

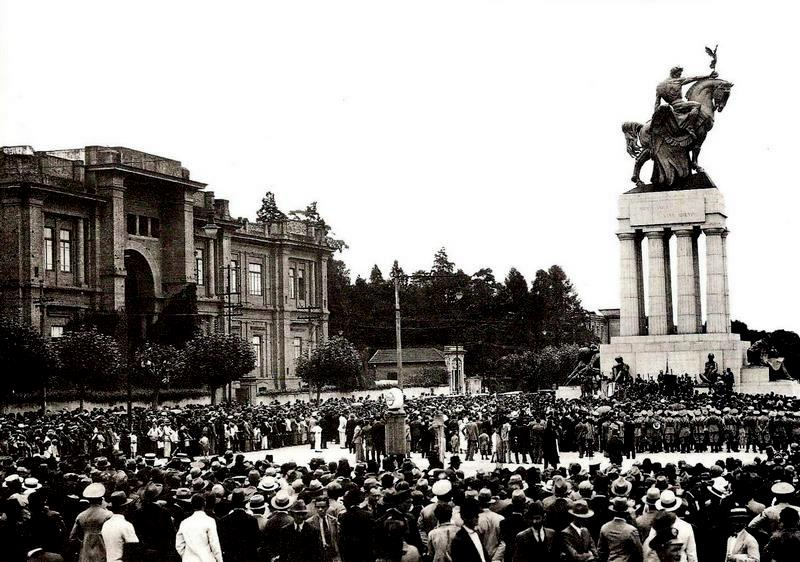
Inauguración del monumento, el 25 de enero de 1934. Al fondo, la Pinacoteca do Estado.

Luego de la muerte de Ramos de Azevedo, el 1 de junio de 1928, se realizaron varios homenajes al arquitecto. Poco después de su muerte, se abrió un concurso por la sociedad civil para la realización de un monumento en su memoria. El proyecto elegido fue el presentado por el escultor italiano Galileo Emendabili, aprobado por la comisióni seleccionadora con algunas modificaciones. Radicado en São Paulo desde 1923, Emendabili se integró rápidamente a la escena artística paulistana, ganando varios concursos para la erección de monumentos en la ciudad siendo el más famoso de todos el Obelisco do Ibirapuera.
Para financiar la construcción del monumento se abrió un fondo para la colecta de donaciones logrando un total de 1005 contos de réis, monto bastante importante para la época. En la construcción del pedestal y las columnas dóricas, se utilizó granito. La fundición de los grupos escultóricos en bronze, idealizados por Emendabili, quedó a cargo de Giuseppe Rebellato. La construcción fue probablemente realizada de manera entera en las oficinas del Liceu de Artes e Ofícios. Luego de seis años de trabajo, el monumento fue inaugurado el 25 de enero de 1934, aniversario de la ciudad. El discurso de inauguración lo realizó el profesor Luís Inácio de Anhaia Melo, que sintetizó de la siguiente manera la importancia del arquitecto:

Ramos de Azevedo foi o centro em torno do qual gravitou o renascimento arquitetônico da cidade de São Paulo.
Ramos de Azevedo fue el centro en torno del cual gravitó el renacimiento arquitectónico de la ciudad de São Paulo.

Ubicado inicialmente al frente del edificio del Liceu de Artes e Ofícios (actual Pinacoteca do Estado), en la avenida Tiradentes, el monumento fue desmontado y retirado en 1967, bajo muchas críticas, debido a las obras para construcción del metro. Fue trasladado a la Ciudad Universitaria y reinaugurado en 1973, en las cercanías del edificio del Bienio de la Escuela Politécnica, donde permanece hasta hoy.

## Descripción del monumento

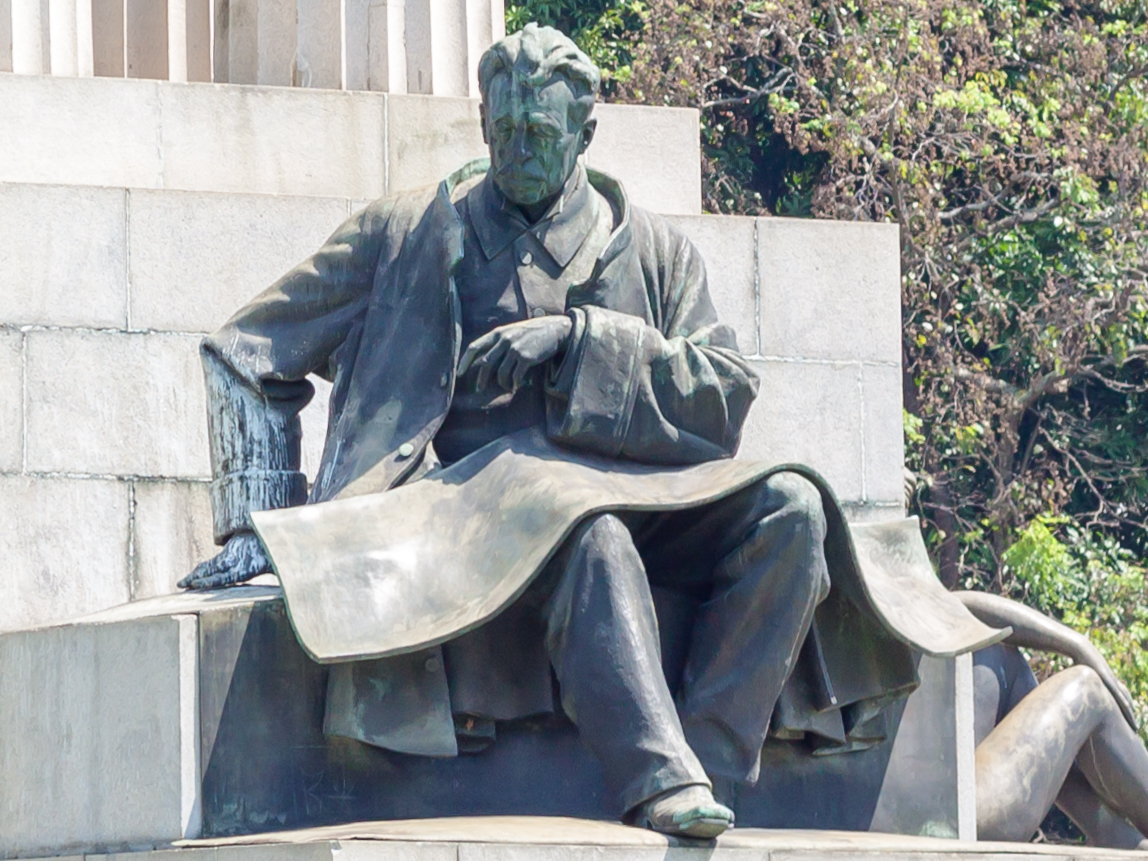
Monumento a Ramos de Azevedo

Conjunto escultórico de grandes proporciones, todo realizado en granito y bronce de Itaquera, el Monumento a Ramos de Azevedo consta de una gran base rectangular, de 15,5 metros de largo por 13 metros de ancho y 5,6 metros de altura. Encima de esta base hay dos filas de columnas dóricas, ambas soportando un arquitrabe donde descansa una figura de un caballo alado. La altura total del monumento es de 23,7 metros, con un peso total de 22 toneladas.
El grupo de bronce de la parte superior del monumento es una alegoría del Progreso. Representa la figura del Genio, montado sobre un caballo alado, y en cuya mano descansa la diosa Nisa, personificación de la Victoria. Las esculturas de bronce fueron fundidas por Giuseppe Rebellato, que era el fundidor artístico más hábil de Brasil.
Por encima de las demás esculturas, el artista concibe la figura de Ramos de Azevedo, modelando y componiendo toda la obra. Ramos está sentado y parece observar sus proyectos; en sus manos tiene los planos de las obras.

### Las Musas
Están presentes en la obra por parejas, dispuestas en los dos lados mayores del monumento. Las Musas desprenden sensualidad y feminidad, sus pieles son de bronce, visibles e impresionantes para los visitantes. Cada Musa representa la inspiración de Ramos de Azevedo en Ingeniería, Pintura, Escultura y Arquitectura.

### Los constructores
Las esculturas poseen movimiento y virilidad, contrastando con "Las Musas" que son delicadas y sensibles. La figura de los constructores está definida por haces musculares, que revelan la fuerza del trabajo, el conocimiento y la creación. Esta representación alegórica del trabajo hace referencia al progreso junto con el escudo de la ciudad de São Paulo.